# Маорийский зуёк
Маорийский зуёк (лат. Anarhynchus obscurus) — вид птиц из семейства ржанковых. Выделяют два подвида. Обитает в Новой Зеландии, один подвид на Северном, а второй на Южном острове. МСОП присвоил маорийскому зуйку статус CR.
Маори называют эту птицу tūturiwhatu, pukunui или kūkuruatu.

## Описание
Половой диморфизм не выражен.  Верхняя часть тела коричневая. Перья с более светлыми краями.
Молодняк имеет иную пигментацию оперения. Птенчики в брюшной части покрываются нежнейшими белёсыми перьями. В области спины присутствуют золотисто-серые отметины с полосочками белого тона. У молодняка окрас жёлтый в области живота и грудинки. На этой части обнаруживаются тёмные пятнышки.

## Размножение
Откладывают яйца весной или летом. Гнездо представляет собой всего лишь неглубокую ямку на пляже, расположенную выше максимального уровня прилива.

## Галерея
- Зрелый самец
- Яйца
- Рисунок птенца